# Dust N' Bones
«Dust N' Bones» es una canción del grupo musical estadounidense Guns N' Roses, de su tercer álbum de estudio, Use Your Illusion I. Es la segunda canción del disco y la primera en ser interpretada por el guitarrista rítmico, Izzy Stradlin y la primera en presentar a Dizzy Reed en el piano.

## Formación
- Izzy Stradlin: Voz y guitarra rítmica.
- Axl Rose: Segunda voz.
- Slash: Guitarra líder.
- Duff McKagan: Bajo.
- Matt Sorum: Batería.
- Dizzy Reed: Piano.